# Višňová (okres Příbram)
Višňová (německy Wischnowa) je obec v okrese Příbram ve Středočeském kraji, na říčce Kocábě, asi 10 km východně od Příbrami,. Žije zde 709 obyvatel.

## Obecní správa

### Části obce
- Višňová (k. ú. Višňová)

Součástí obce je také základní sídelní jednotka Holanka-Buda. K obci také patří osada Placy.
Sousedními obcemi sídla jsou Ouběnice, Obory, Nečín, Milín, Háje, Dubenec, Příbram, Dolní Hbity, Jablonná a Drásov.

### Územněsprávní začlenění
Dějiny územněsprávního začleňování zahrnují období od roku 1850 do současnosti. V chronologickém přehledu je uvedena územně administrativní příslušnost obce v roce, kdy ke změně došlo:
- 1850 země česká, kraj Praha, politický i soudní okres Příbram[4]
- 1855 země česká, kraj Praha, soudní okres Příbram
- 1868 země česká, politický i soudní okres Příbram
- 1939 země česká, Oberlandrat Tábor, politický i soudní okres Příbram[5]
- 1942 země česká, Oberlandrat Praha, politický i soudní okres Příbram[6]
- 1945 země česká, správní i soudní okres Příbram[7]
- 1949 Pražský kraj, okres Příbram[8]
- 1960 Středočeský kraj, okres Příbram
- 2003 Středočeský kraj, okres Příbram, obec s rozšířenou působností Příbram

## Společnost

### Rok 1932
V obci Višňová (577 obyvatel, katol. kostel) byly v roce 1932 evidovány tyto živnosti a obchody: lékař, cihelna, obchodník s dobytkem, 2 holiči, 3 hostince, 2 kováři, mlýn, 2 obuvníci, 2 pekaři, obchod s lahvovým pivem, 3 řezníci, 2 obchody se smíšeným zbožím, Spořitelní a záložní spolek pro Višňovou, 2 trafiky, truhlář.

## Pamětihodnosti
Největší památkou obce je zdaleka viditelný raně gotický kostel kostel sv. Kateřiny ze začátku 14. století. Kostel byl v 17. století přestavěn v barokním slohu. Zajímavá je také přízemní pozdně barokní fara z 18. století (v seriálu Chalupáři se objevuje jako "stará škola", která má být adaptována na "družstevní vejminek"). Na hrázi rybníka je skupina tří památných dubů zimních.

## Zajímavosti
Obec se proslavila natáčením oblíbeného televizního seriálu Chalupáři (z roku 1975). V něm obec vystupovala jako obec Třešňová. Seriál dobře zachycuje vzhled typické české vesnice v polovině 70. let. Byla to doba normalizace, doba 5. pětiletky. Tehdy na českých vesnicích probíhala mohutná výstavba prodejen „Jednoty“, betonových bytovek a budov patřících k JZD, v rámci „zlepšení služeb na vesnicích“ a „přiblížení vesnického bydlení městskému“. Na výstavbě těchto institucí měly výrazný podíl tzv. akce „Z“.

## Osobnosti
- Zikmund Jan Kapic (1888–1968), cisterciácký mnich, v letech 1939–1945 místní farář, po druhé světové válce převor oseckého kláštera v severních Čechách
- Antonín Máša (1935–2001), scenárista, dramatik, režisér

## Doprava

### Dopravní síť
Okolo obce vede silnice I/18 Rožmitál pod Třemšínem – Příbram – Sedlčany – Votice. Do obcí dále vedou silnice III. třídy. Železniční trať ani stanice či zastávka na území obce nejsou.

### Autobusová doprava 2024
Autobusovou dopravu v obci Višňová zajišťují společnosti Arriva Střední Čechy a ČSAD Benešov. Obec je součástí Pražské integrované dopravy (PID). V obci se nacházejí zastávky Višňová a Višňová,Hlinovka. Na silnici I/18 je zřízena zastávka Višňová,rozc. a směrem na Dolní Hbity se nachází zastávka Višňová,Buda. Višňovou obsluhují čtyři autobusové linky. Jsou jimi linky 420, 515, 530 a 754. Linka 420 vede z Prahy ze Smíchovského nádraží a pokračuje dále přes Dobříš, Višňovou, Kamýk nad Vltavou, Krásnou Horu nad Vltavou až do Milevska. Linka 515 spojuje Příbram s obcemi Dubno, Drásov, Višňová, Ouběnice, Daleké Dušníky, Nečín, Hřiměždice, Drevníky, Županovice a Borotice. Linka 530 nabízí spojení mezi Příbramí, Višňovou a Kamýkem nad Vltavou. Linka 754 spojuje Příbram s Višňovou, Sedlčany a Benešovem.

## Turistika
Obcí vede turistická trasa  Horní Hbity – Jelence – Višňová – Skalice.

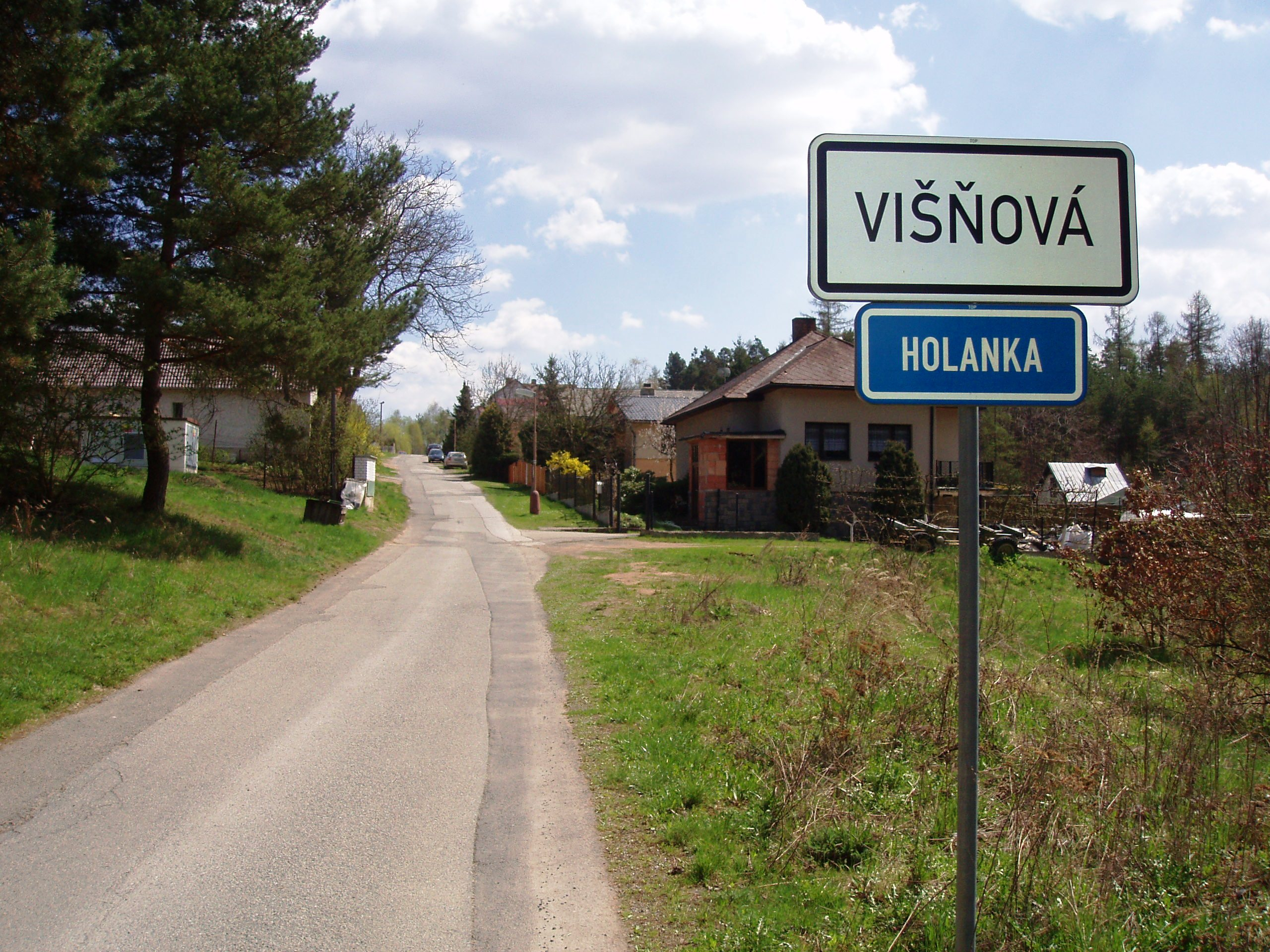
Osada Holanka

## Fotografie

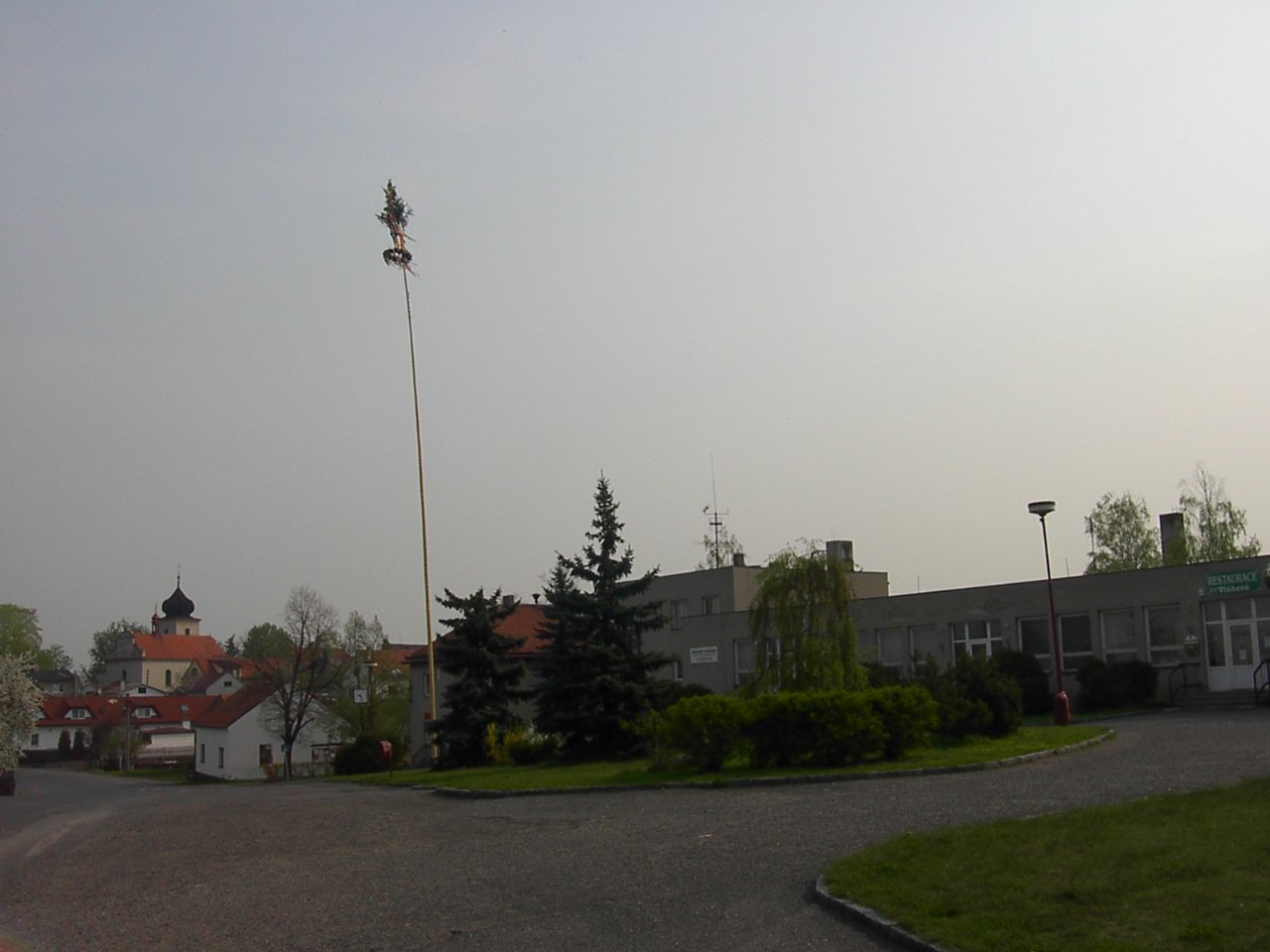
Barokní kostel svaté Kateřiny a budova zdravotního střediska s restaurací ze 70. let ve Višňové.
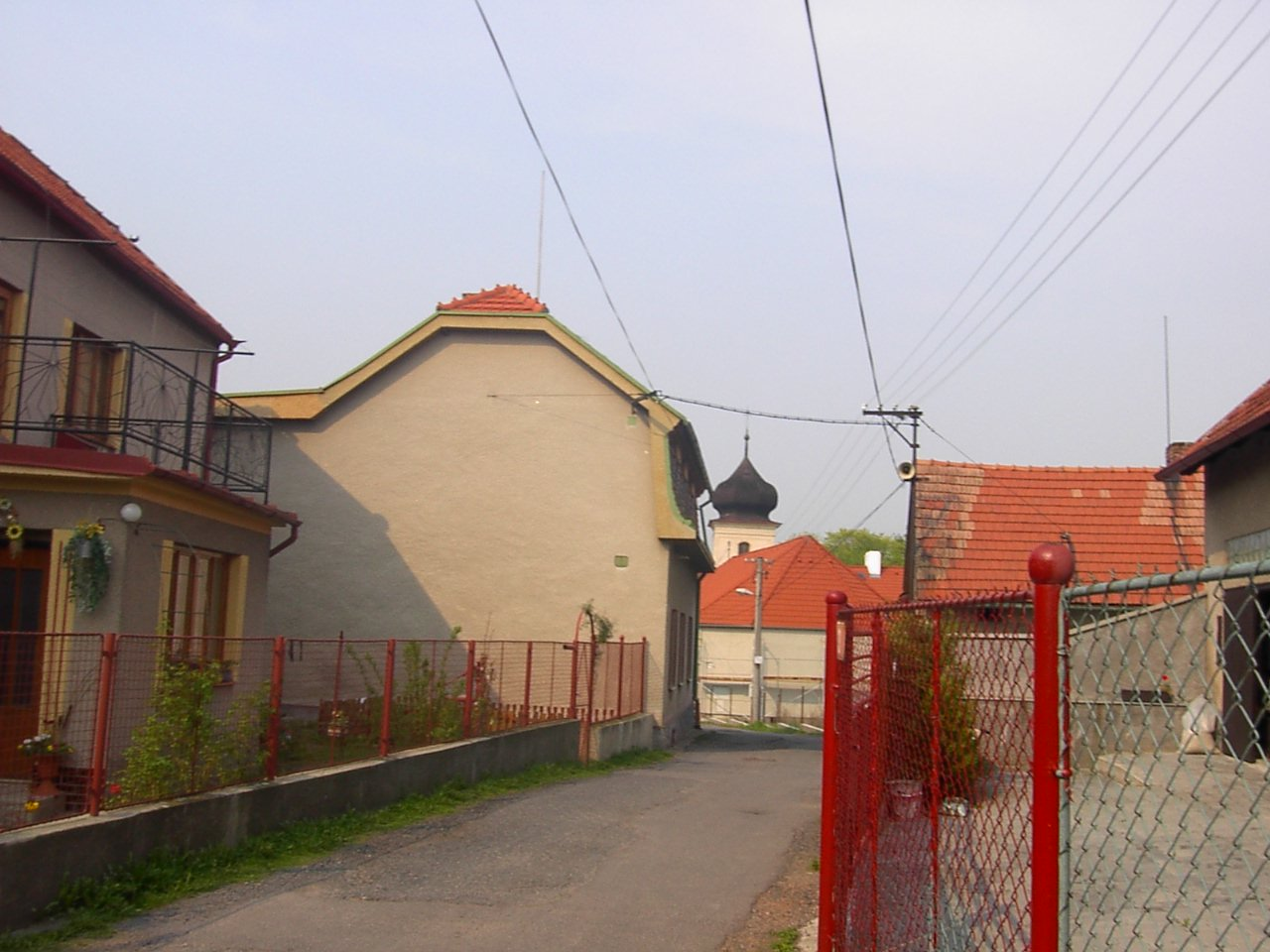
Obec Višnová.